# Gustaf Dahlin
Per Gustaf Arvid Dahlin, född 4 april 1909 i Österplana församling, Skaraborgs län, död 17 mars 1968 i Örebro, var en svensk väg- och vattenbyggnadsingenjör. 
Dahlin, som var son till verkmästare Nils Pettersson Dahlin och Hilda Andersson, utexaminerades från Chalmers tekniska institut 1931. Han anställdes som mätningsingenjör på stadsingenjörskontoret i Göteborgs stad 1931 och var stadsingenjör i Örebro stad från 1942. Han var ledamot av svenska kommunaltekniska mätningskommittén och expert i 1954 års fastighetsbildningskommitté. Dahlin är begravd på Längbro kyrkogård i Örebro.